# Бумажные фонари (картина Коровина)
«Бумажные фонари» — картина русского художника Константина Коровина (1861—1939), написанная в 1896 году (по другим данным — в 1895 или 1898 году). Картина является частью собрания Государственной Третьяковской галереи. Размер картины — 79,5 × 33,2 см (по другим данным, 79,8 × 33 см). 

## История и описание
На картине изображена молодая женщина в чёрной юбке и ярко-красной кофте, которая зажигает разноцветные бумажные фонарики. Считается, что художник изобразил свою будущую жену Анну Яковлевну Фидлер. Яркая раскраска бумажных фонарей, в сочетании с ярким цветом кофты, на фоне тёмной зелени образует контрастные красочные сочетания — новые черты, которые не были свойственны более ранним картинам художника. Вместо тщательно продуманной гармонии оттенков в этой картине Коровин намеренно использует противопоставление контрастных ярких цветов — возможно, это изменение стиля было также связано с театральными работами художника.
До Октябрьской революции картина находилась в коллекции В. О. Гиршмана.
Картина также выставлялась на выставке «Константин Коровин. Живопись. Театр. К 150-летию со дня рождения», которая проходила с 29 марта по 12 августа 2012 года в выставочном зале ГТГ на Крымском валу. Картина «Бумажные фонари» стала своеобразной визитной карточкой выставки: она была изображена на плакате при входе в выставочный зал, а также на обложке каталога выставки. 

## Отзывы
Писатель и искусствовед Ирина Ненарокомова в своей книге про Константина Коровина приводит эту картину как пример изменения творческой манеры художника во второй половине 1890-х годов, его стремления к большей яркости и декоративности:
Коровина манят яркие, локальные цветовые пятна. Примером тому может служить знакомое нам с детства полотно «Бумажные фонари» 1898 года. Легкий, радостный сюжет: молодая женщина зажигает бумажные фонарики, чтобы украсить ими веранду. Оригинальный, узкий, вертикально вытянутый формат полотна (но гораздо меньше, камернее, чем «Гаммерфест») позволяет сконцентрировать внимание на женской фигуре и фонариках, а если быть точным, то на цветовых пятнах, на цвете и свете, которые в картине гораздо важнее для художника, чем сюжет. Импрессионистическое ощущение сиюминутности происходящего, тонко переданное художником, придает произведению особое очарование. Теплый красный цвет блузки и розоватый его оттенок в окраске фонарей подчеркиваются оттеняющим эту гамму голубым фонариком, придающим картине еще более радостное настроение. Яркие цветовые пятна звучат здесь каждое само по себе. Полотно и декоративно, и импрессионистично одновременно.